# 代代木上原
代代木上原（日语：／ yoyogi uehara */?）是日本東京都澀谷區西部的地名。
其範圍大約是現在的上原一丁目〜三丁目，元代代木町、西原一丁目〜三丁目、大山町各一部分。歷史上屬舊代代木村的中央至西部地區。

## 概要
代代木上原是介於兩台地之間的東西向谷地，地勢往東逐漸下降。北鄰幡谷，西鄰世田谷區北澤，南鄰目黑區駒場，三面皆為台地，交界處可見崖狀地形。
代代木上原站南側的斜坡為商業區與日本音樂著作權協會本部等設施。周邊多為住宅區，住宅區內有許多外國人高級租售公寓，是知名的高級住宅區。
此地設有代代木上原站，另外還可利用東方的代代木八幡站，北方的幡谷站，西方的東北澤站。
幹道方面，除了穿越本區的東西向井之頭通外，北側有甲州街道，南側有補助54號線。

## 歷史
1212年，代代木村鎮守「代代木八幡宮」創建於現在的元代代木與西原之間。過去，初台、元代代木、西原周邊低地稱為「宇陀野」（うだの），此地的河川稱為宇田川。戰國時代，太田道灌在現在代代木八幡宮的地點建砦。1671年（寛文11年），代代木八幡宮移至現地。
江戶時期，狼谷（「大上谷」的傳訛，現在西原二丁目至大山町的谷地，宇田川的水源地）設置荼毘所，也就是現在的代代幡齋場。1927年（昭和2年）小田急小田原線開通並設置代代幡上原站。在此之前，此地人煙稀少。此外，代代幡上原站設置時，此地屬代代木村與幡谷村合併而成的代代幡町。
西原至大山町一帶稱作「德川山」，昭和初期開始出售此地的高級住宅區。森永製菓創業者的私宅「森永花園」，在二次大戰後被盟軍駐日總司令部（GHQ）接收改為醫療少年院，1970年代以後改為東京國際研修中心。
井之頭通旁（大山町）有伊斯蘭教的「東京大清真寺」（東京ジャーミイ）。其前身是逃離1917年俄國革命的土耳其人在1938年（昭和13年）建造的「東京回教學院」。此外，當地稱伊斯蘭教為「回回教」（フイフイ教）。